# Tubersent
Tubersent é uma comuna francesa na região administrativa de Altos da França, no departamento de Pas-de-Calais. Estende-se por uma área de 6,9 km². Em 2010 a comuna tinha 567 habitantes (densidade: 82,2 hab./km²).